# ميخائيل ريغان
ميخائيل ريغان (بالإنجليزية: Michael Reagan)‏ هو مقدم برامج إذاعية وصحفي أمريكي، ولد في 18 مارس 1945 في لوس أنجلوس في الولايات المتحدة.

## وصلات خارجية
لم يتم العثور على روابط لمواقع التواصل الاجتماعي.